# Cowley megye
Cowley megye az Amerikai Egyesült Államokban, azon belül Kansas államban található. Megyeszékhelye Winfield, legnagyobb városa Arkansas City. Lakosainak száma 34 549 fő (2020. április 1.). Cowley megye Butler, Kay, Elk, Chautauqua, Osage, Sedgwick és Sumner megyékkel határos.

## Népesség
A megye népességének változása:
| Lakosok száma | 36 303 | 36 216 | 36 244 | 36 204 | 35 788 | 34 549 |
|               | 2010   | 2011   | 2012   | 2013   | 2015   | 2020   |